# Alcantara (rzeka)
Alcantara (wł. L’Alcantara, staroż. gr. Ακεσίνης, Akessines, syc. Alcàntara) – rzeka w północno-wschodniej części Sycylii. Długość – 52 km, powierzchnia zlewni – 573 km².
Źródła Alcantary znajdują się w górach Nebrodi, na wysokości 1393 m n.p.m. Rzeka płynie na wschód, częściowo głęboką, skalistą doliną, na północ od Etny, uchodzi do Morza Jońskiego.
Kilkanaście tysięcy lat temu dolina rzeczna została zablokowana przez potok lawowy z Etny. Rzeka wyerodowała nowe koryto w obrębie pola lawowego, ukazując różnokierunkowo ułożone słupy bazaltowe.
W 2001 r. utworzono Parco fluviale dell'Alcantara o powierzchni 1927,48 ha w celu ochrony doliny Alcantary i zjawisk geologicznych.

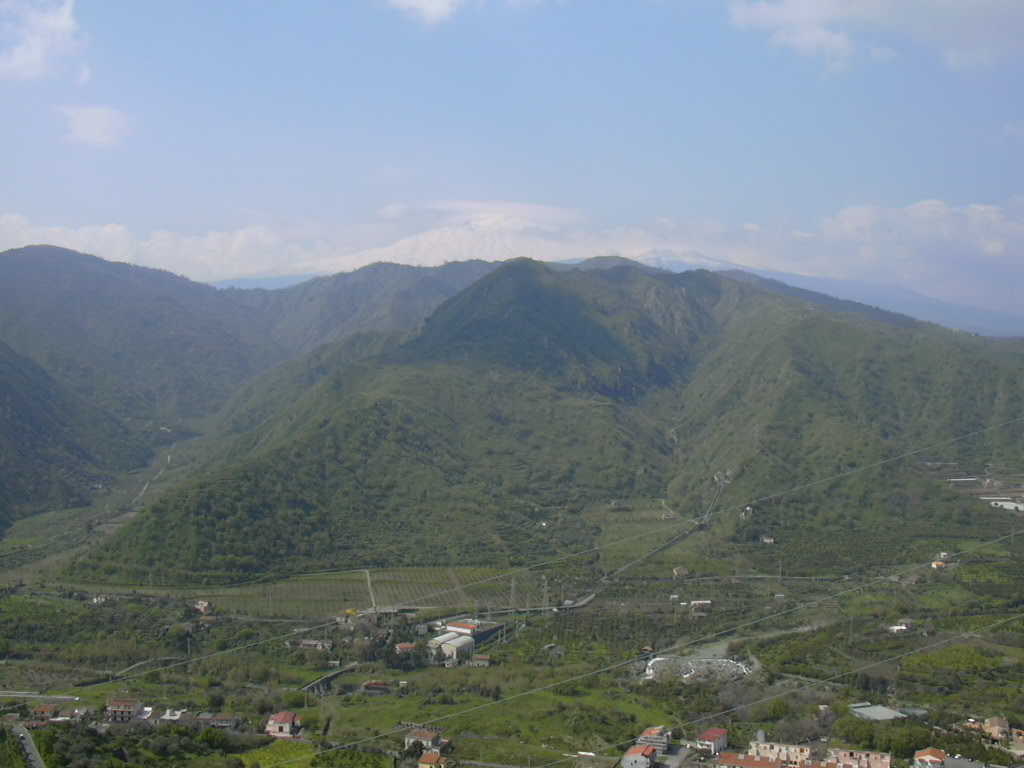
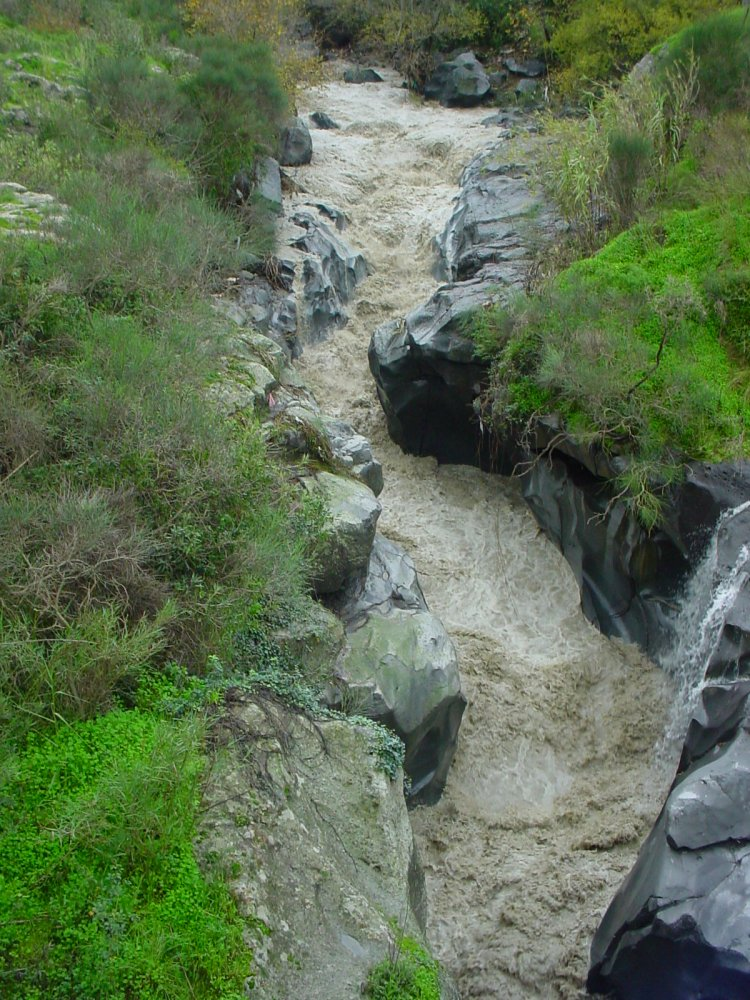
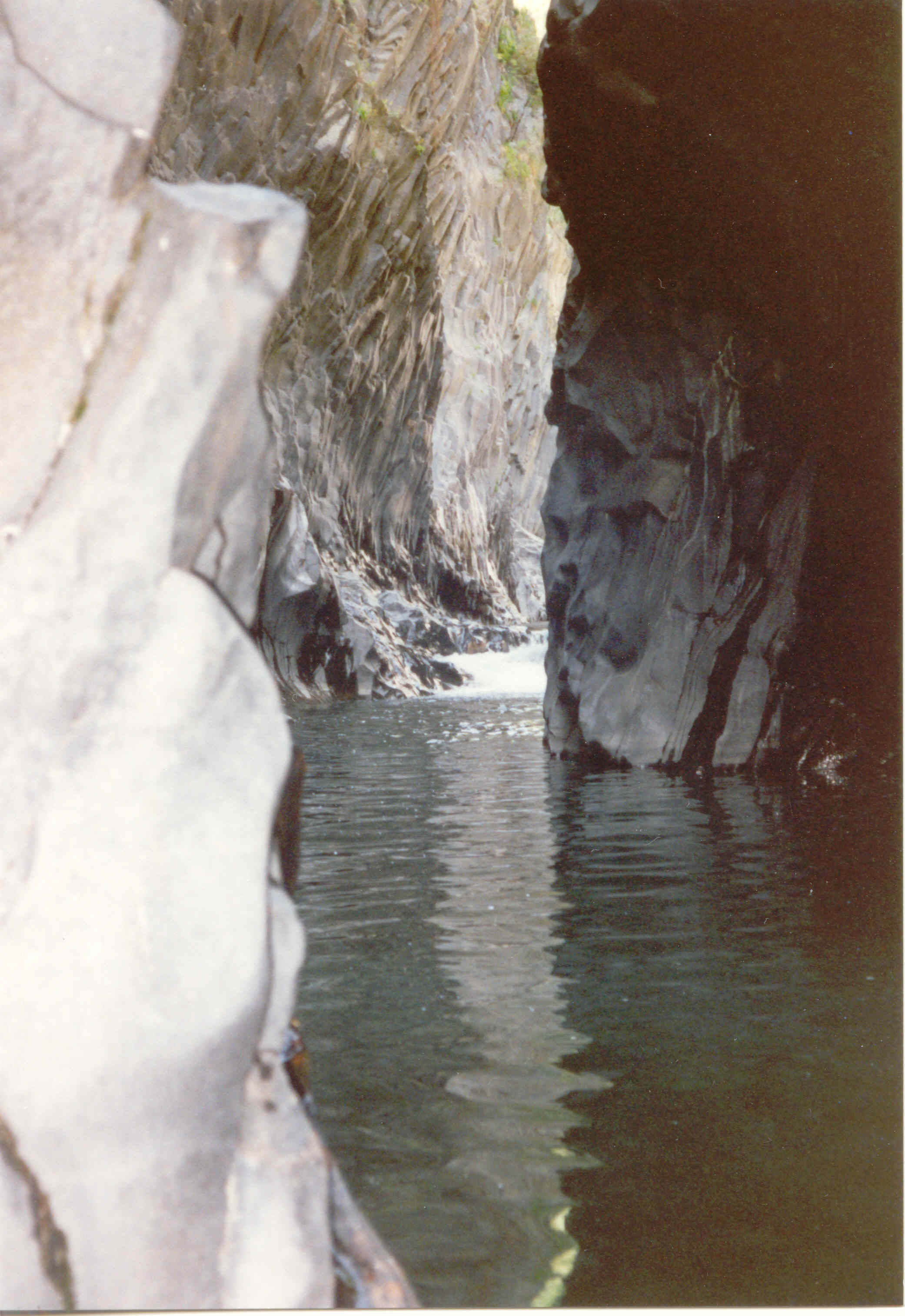
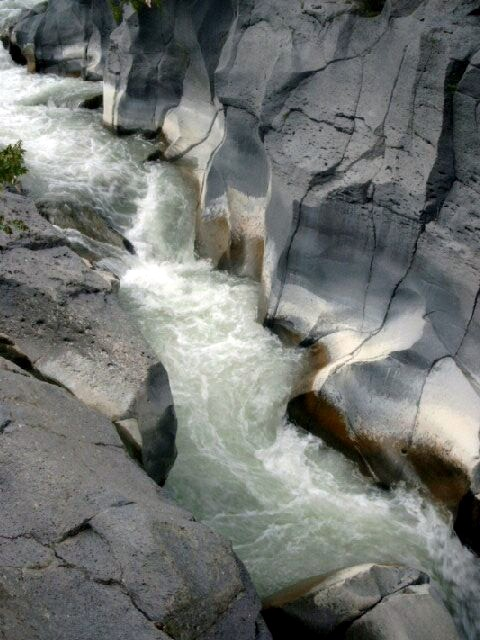
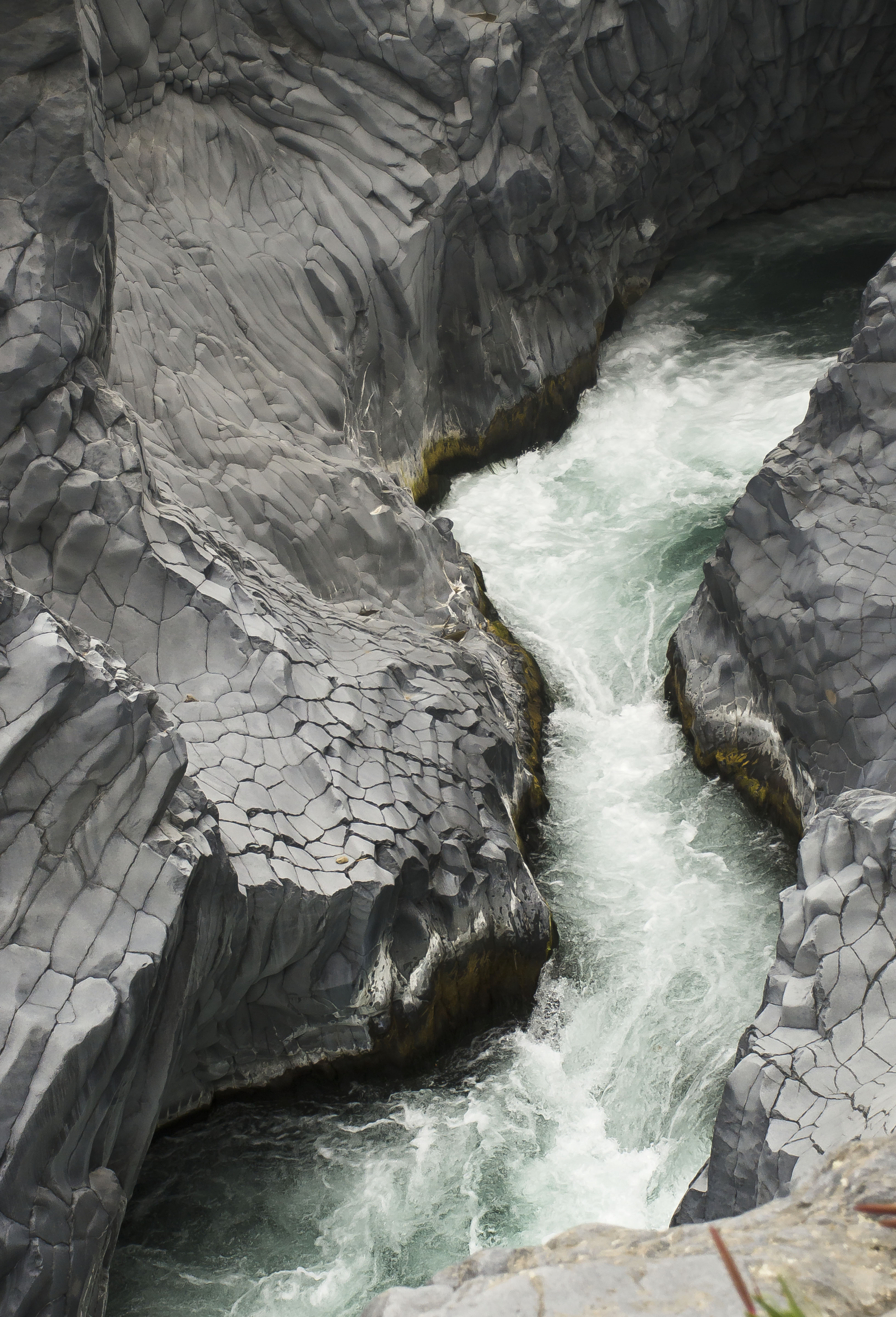
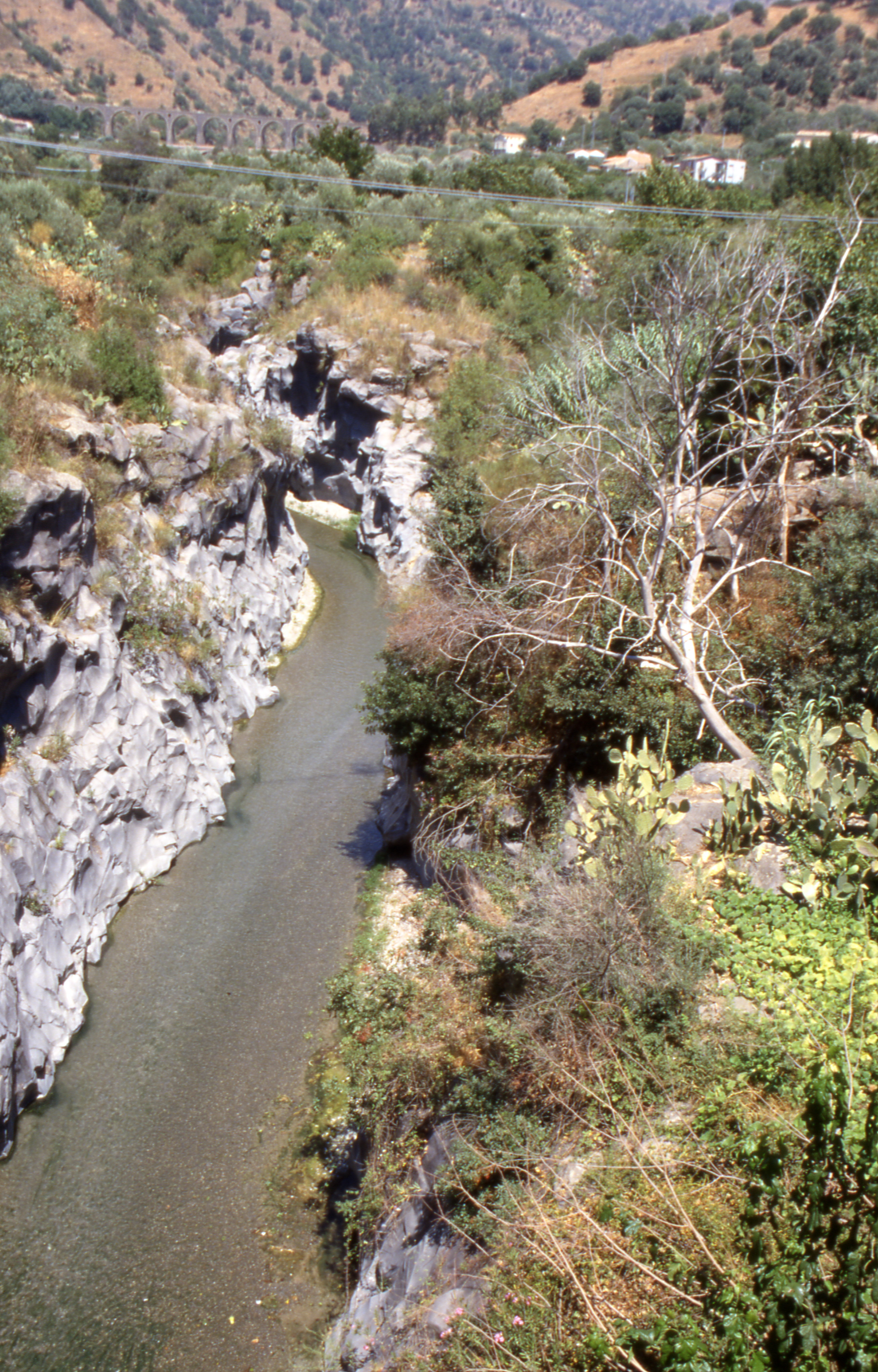
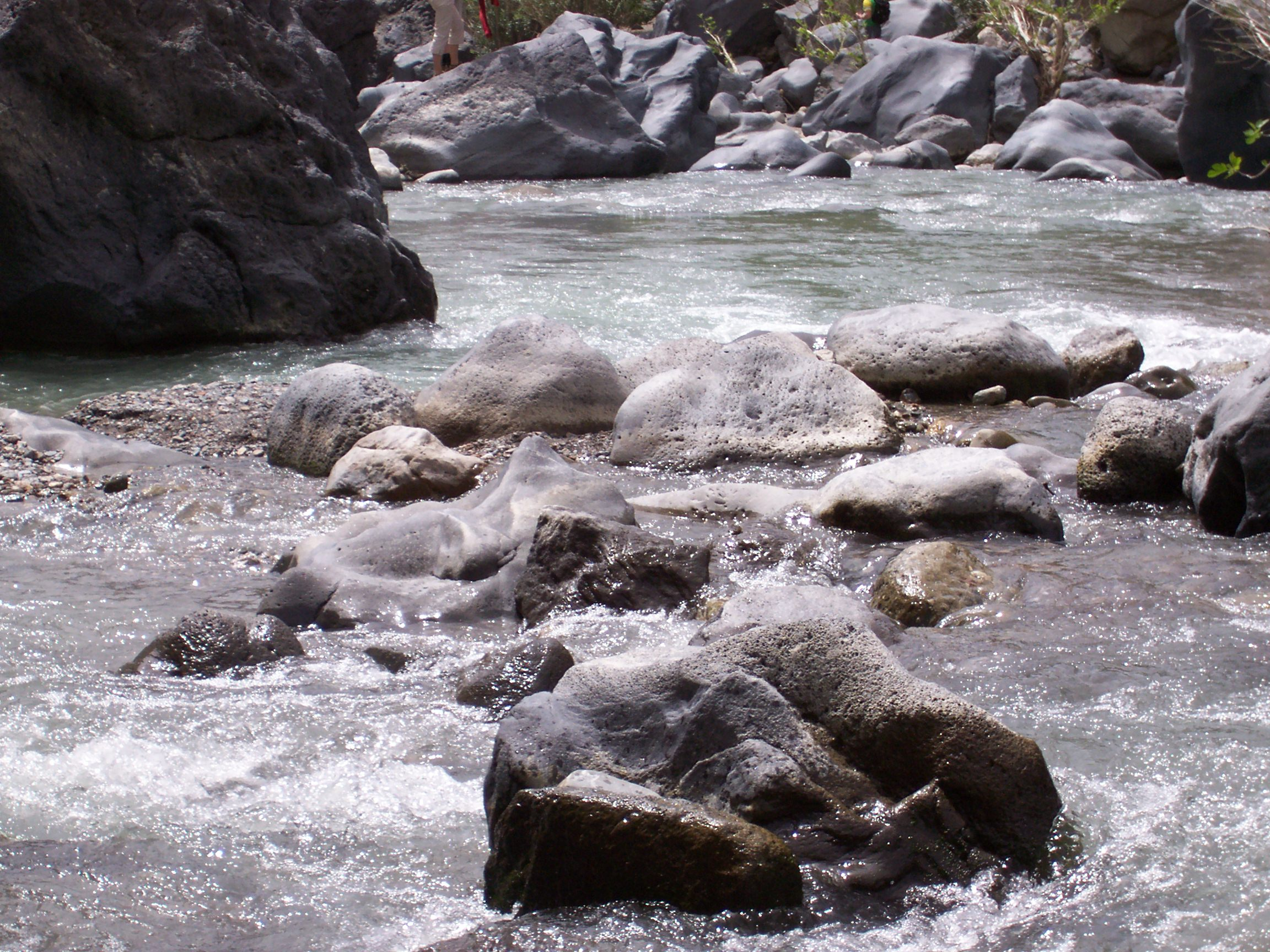
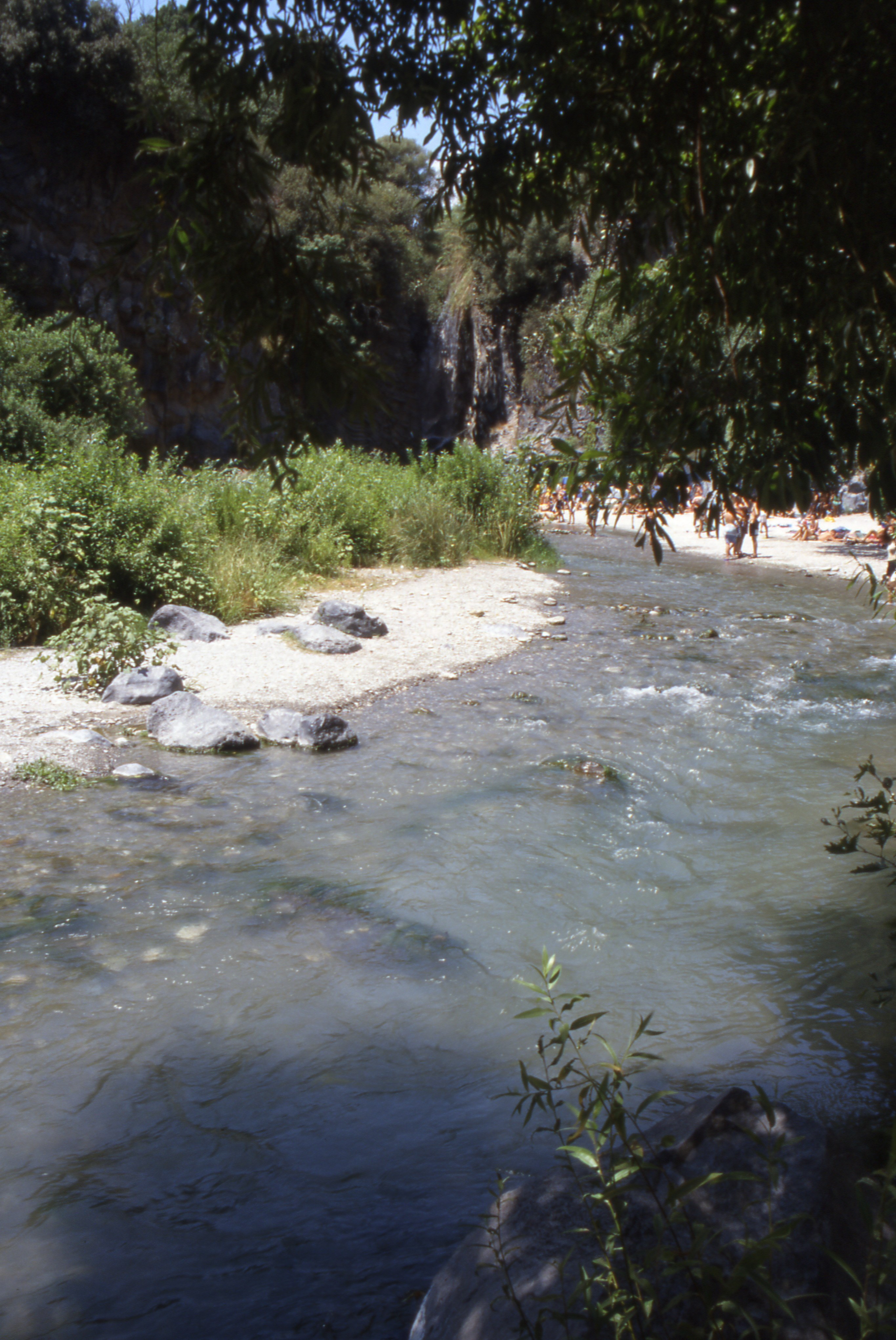
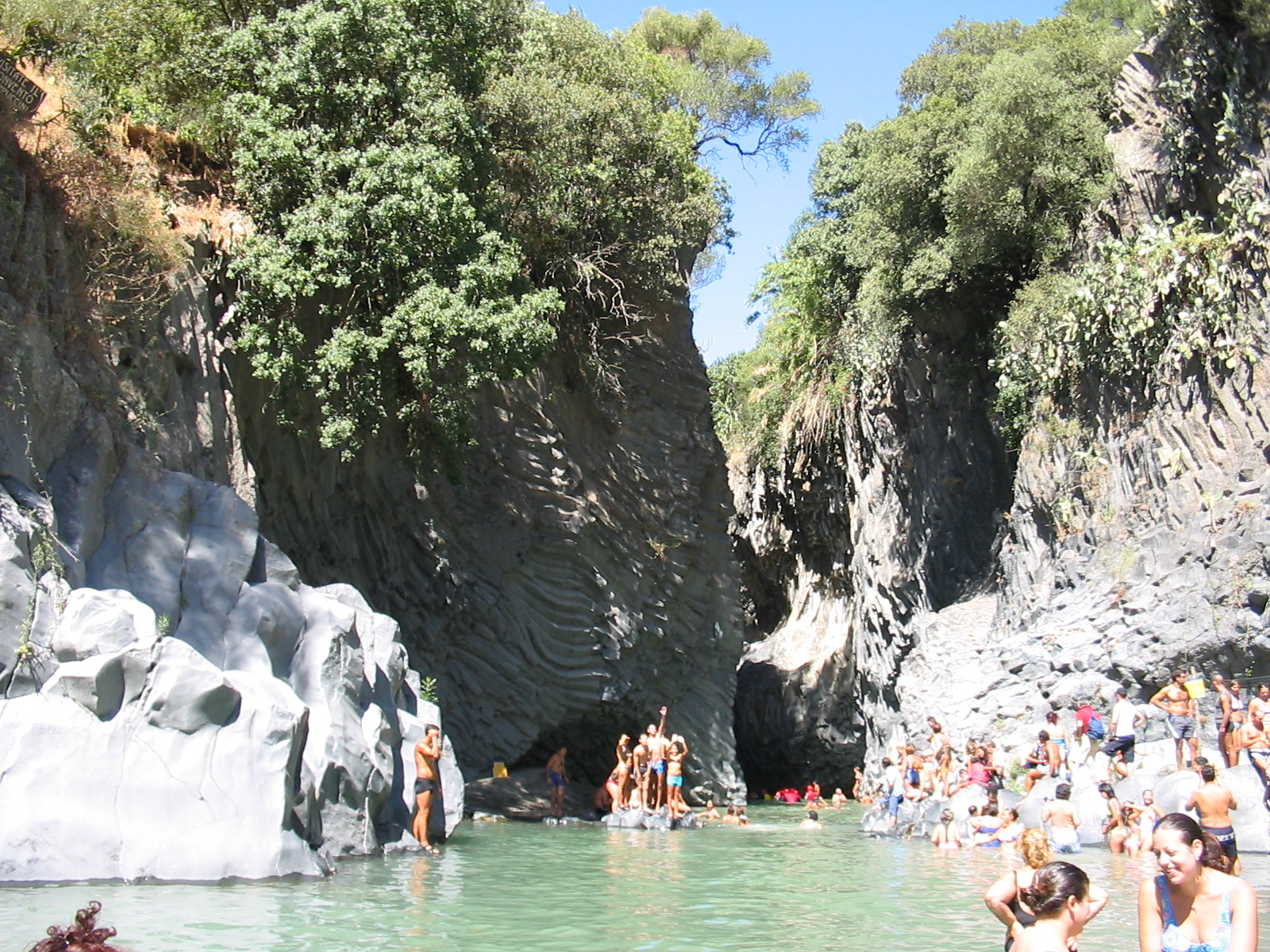
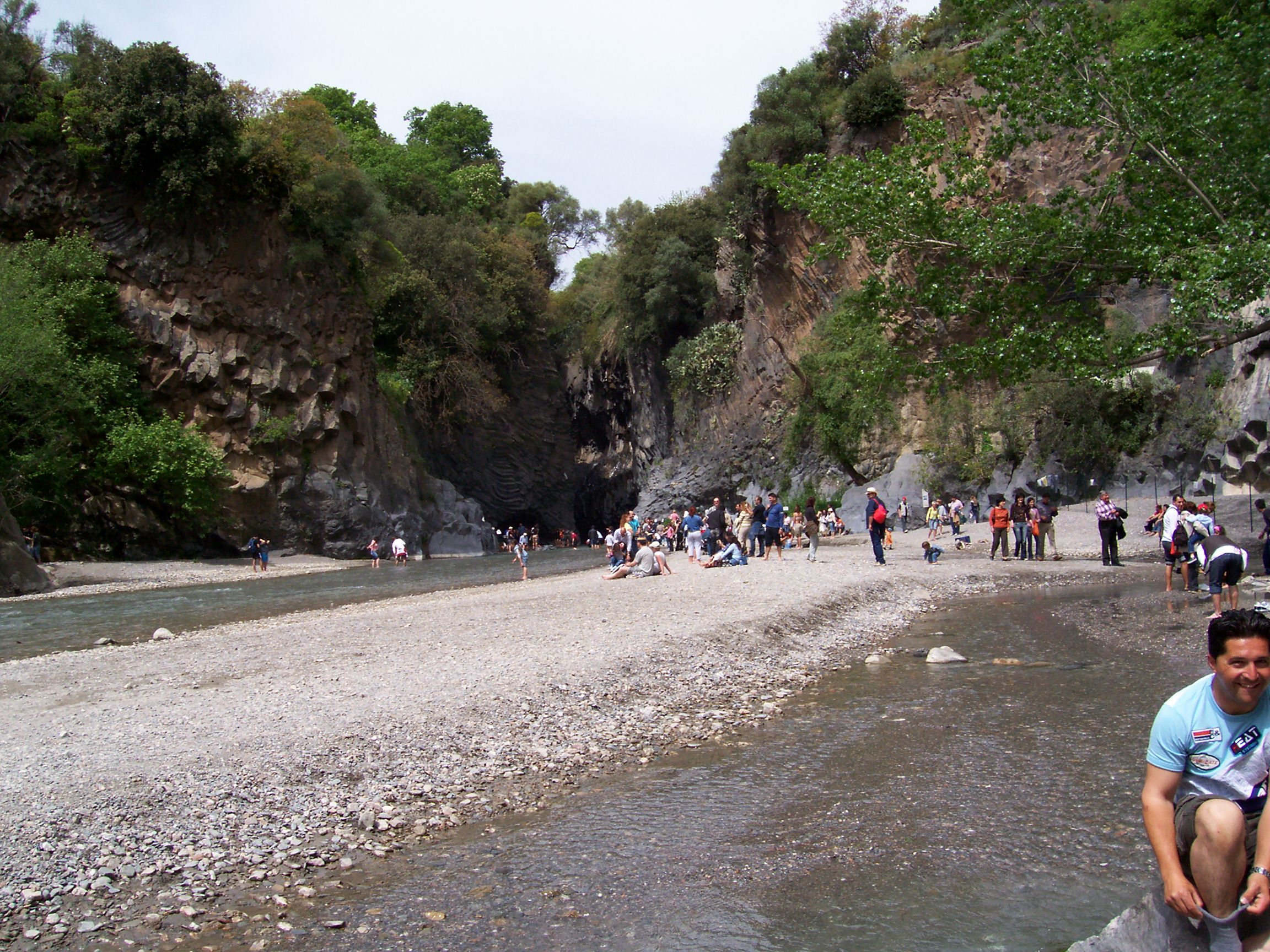